# نايجل كوتس (مهندس معماري)
نايجل كوتس (بالإنجليزية: Nigel Coates)‏ هو مهندس معماري بريطاني، ولد في 2 مارس 1949 في مالفرن في المملكة المتحدة.